# A Vida Não É Útil
A Vida Não É Útil é um livro de Ailton Krenak, publicado pela Companhia das Letras. Trata-se de um conjunto de cinco textos elaborados pelo autor: Não se come dinheiro, Sonhos para adiar o fim do mundo, A máquina de fazer coisas, O amanhã não está à venda e A vida não é útil. A reunião desses escritos gerou o livro, lançado no ano de 2020.
Na obra, o escritor questiona a lógica capitalista, urbana e industrial, além de criticar o padrão de consumo do corpo social, a perda da biodiversidade, a depredação ambiental e a poluição.

## Autor e obra
O livro é o resultado de cinco textos escritos por Ailton Krenak, líder indígena, ambientalista, filósofo, poeta, escritor brasileiro da etnia indígena krenaque e Imortal da Academia Brasileira de Letras. Em cada texto, Krenak questiona a lógica do sistema capitalista e seus efeitos sobre a sociedade humana e meio ambiente.

### Não se come dinheiro
No texto — desenvolvido a partir de uma live para o The Intercept Brasil (abr. 2020), palestra no Plante Rio (nov. 2017) e entrevista a Amanda Mussuela e Bruno Weis (nov. 2019) — Krenak propõe uma ideia outra de perceber o mundo, expande o conceito de humanidade, diz que não só os seres humanos que possuem vida e relevância, mas também os outros seres que ocupam este mundo. No entanto, para o escritor, a incapacidade de compreender essa forma de vida atribui um papel de subserviência aos outros animais e, com isso, julgam correto à matança, além da destruição que é realizada em nome do progresso.
A chegada da pandemia da Covid-19, de acordo com o pensador, escancarou a vulnerabilidade dos seres humanos e como esses são irrisórios perante o mundo. Ao longo do processo histórico, algumas construções sociais foram consolidadas e validadas na vida social, como a economia. Porém, o escritor reflete que, com a pandemia, ficou claro que o lucro estava em detrimento da vida. Krenak sublinha que os sujeitos estão dopados pelo consumo e pelo entretenimento e, por isso, há indiferença ao planeta Terra, que pede socorro. Somado a isso, o pensador reflete sobre o uso das tecnologias que, para ele, ora cria, ora destrói. Ailton cita o rio Doce como exemplo de devastação, mas pontua que há diversos casos. Por último, o escritor discute o significado de “vida”, na qual, para o intelectual, entender o termo para do dicionário é uma alternativa para reconhecer o planeta como organismo vivo e, por conseguinte, desenvolver uma melhor relação com esse.

### Sonhos para adiar o fim do mundo
No texto — desenvolvido a partir de uma live no festival Na Janela (maio 2020) e entrevista a Amanda Mussuela e Bruno Weis (nov. 2019) — Krenak debate a tragédia ambiental do planeta e os malefícios causados pelo agronegócio. O autor apresenta dois aspectos que são característicos das comunidades indígenas e essenciais para melhor compreender a forma de vida desses: o sonho e a orientação coletiva para tomada de decisões.
Outrossim, o pensador discute a concepção de que há uma suposta qualidade especial na humanidade. Inúmeros são os discursos que endossam a pauta, da “predestinação” humana. Ainda nesse mesmo viés, Ailton frisa que, caso isso fosse uma verdade, não existiria guerras, destruição do planeta e da natureza e banalização da morte. Prova dessa realidade, para o escritor, são as movimentações do século XX, em que os seres humanos criaram armas com potencial de destruir o mundo e a própria humanidade.
Para Ailton, urge, pois, que haja mudanças para transformar positivamente essa realidade. Krenak diz ser necessária uma reconfiguração da ordem vigente, e que é preciso pensar para além da lógica capitalista, um outro modo de se relacionar com o mundo.

### A máquina de fazer coisas
No texto — desenvolvido a partir da live Conversa Selvagem (abr. 2020), entrevista a Fernanda Santana (jan. 2020), live ao canal GNT com Emicida (jun. 2020) e live com os Jornalistas Livres (jun. 2020) — Krenak apresenta a relação de afetividade e proximidade dos povos originários com a natureza, a tratam com sentimento, pois acreditam que são organismos dotados de vida espiritual e, por conseguinte, protegê-la torna-se uma missão, um dever. Contudo, salienta que as políticas com o objetivo de frear o desmatamento são ineficientes. Desse modo, o intelectual pontua que, caso os seres humanos queiram ocupar este espaço por mais tempo, é preciso rever práticas e atitudes.
O autor prossegue afirmando que as ferramentas tecnológicas possuem uma espécie de ilusão imbuída nelas, escondem o que há para além da superfície e faz com que os sujeitos se enganem sobre o que é importante. Ailton compara essas tecnologias digitais com brinquedos, e ainda afirma que os brinquedos saem caros, pois para serem criados devastam o planeta. Ademais, Krenak sublinha que a lógica capitalista estimula o consumismo, forjam necessidade, e as pessoas aderem a essas novas modas, sem que haja reflexão dos danos causados ao planeta Terra. Conforme Krenak, a natureza não admite certos tipos de experiência, visto que os recursos são finitos. Ao curso do tempo, capitalismo e natureza mostraram divergências logo em suas essências. Isso posto, o pensador aponta que essa ideologia não é sustentável para o mundo, pois a urgência pelo acúmulo de capital pode levar a devastar além da Terra, por exemplo, Lua e Marte.

### O amanhã não está à venda
No texto — desenvolvido a partir de três entrevistas concedidas em abril de 2020 — Krenak discorre sobre a pandemia da Covid-19, as suas implicações e o conceito de isolamento. De início, o autor expõe a forma de vida que as comunidades indígenas viveram o isolamento, por exemplo, plantando milho e árvores. Uma dinâmica completamente diferente da sociedade urbana. Para o escritor, A pandemia colocou em xeque o modo capitalista de funcionamento do mundo. Ademais, o intelectual ressalta que o vírus só afligia os seres humanos e que esses não são o centro do planeta Terra. Há outros seres vivos além da humanidade, os quais possuem o mesmo grau de relevância no mundo. Dessa forma, considerando o fato de que os humanos depredam uma parcela significativa da natureza e da biodiversidade, o intelectual salienta que a humanidade é pior que o vírus. Somado a isso, o coronavírus escancarou pensamentos opostos à noção de humanidade. Isso posto, o autor afirma que a necropolítica e a banalização da morte se destacaram, e o discurso de que “algumas vão morrer” tornou-se comum.
Em seguida, Ailton fala sobre a possibilidade de não o haver amanhã, no caso, devido ao vírus. Por isso, diz que é preciso viver a experiência do hoje, viver como se cada dia fosse, de fato, inédito e único. Em conclusão, o intelectual afirma que a sociedade não pode viver como antes da pandemia da Covid-19 e, caso isso se efetive, a morte das pessoas terão sido em vão, pois o ritmo da "normalidade" é nefasto.

### A vida não é útil
No texto — desenvolvido a partir de uma conversa para "O Lugar" (mar. 2020), live com os Jornalistas Livres (jun. 2020) e  entrevista a Fernanda Santana (jan. 2020) — Krenak questiona a ideia de que os humanos “marcam” o mundo de forma individual. A esse respeito cita o exemplo de um bebê com seus produtos de higiene, como fraldas e lenços, que colabora a depredar a natureza. Logo, é de maneira coletiva que os sujeitos atuam sobre o mundo, ou seja, a responsabilidade sobre o planeta é coletiva. Portanto, para o autor, o modo de vida capitalista é insustentável, haja vista que os recursos naturais são finitos. Em contrapartida, a lógica do capitalismo e o consumismo são insaciáveis, não possuem limite, sempre querem mais e, nesse cenário, o planeta é a vítima. Não há como interferir na Terra e acreditar que nada acontecerá. Contudo, ainda não há criticidade sobre a temática.
Outro aspecto relevante é quando Ailton acentua que a ideia de sustentabilidade trata-se de uma vaidade pessoal. As mudanças precisam acontecer de maneira coletiva, pois os indivíduos vivem em conjunto e atuam sobre o mundo em conjunto. Diante disso, o pensador aponta que é preciso rever bases estruturantes, ideias consolidadas, formas de viver estabelecidas.

## Recepção
O livro recebeu resenhas de diferentes acadêmicos sobre protagonismo intelectual de autores indígenas. Fabiana Canaviera aponta o tom de crítica do livro, principalmente no que diz respeito à temáticas sobre o meio ambiente e o modo de vida na Terra.

“Sua narrativa reflexiva e ao mesmo tempo irônica revela uma cosmovisão na qual não estamos tão acostumados a ver/ler, é totalmente anticolonista e antiantropocêntrica, rompe com uma argumentação cientificista centrada nos saberes que desconsideraram por anos os saberes tradicionais, ancestrais e populares, oriundos daquelas e daqueles que conseguem estabelecer uma comunicação respeitosa com as linguagens da natureza, seus ciclos, elementos e formas” (CANAVIEIRA, 2020, p. 1532).
Victor Aversa aponta que através dos olhos dessa liderança indígena, é possível observar uma outra forma de se relacionar com a Terra e com a Natureza, com respeito, dignidade e humildade.
“A Vida Não É Útil é uma obra que nos tira da nossa zona de conforto e que nos provoca de maneira direta. Como dito no início desta resenha, as palavras de Ailton Krenak têm peso, e nos fazem pensar como a vida poderia ser diferente se, simplesmente, soubéssemos ouvir mais a sabedoria ancestral ao invés da ideologia destrutiva da ganância, que nos é transmitida desde o momento em que nascemos” (AVERSA, 2021, p. 232-237).
Jair Ferrari comenta como a obra demonstra que intelectuais indígenas estão ganhando relevância nos espaços públicos de debate, como o próprio Ailton Krenak, Daniel Munduruku, Davi Kopenawa, Julie Dorrico e outras lideranças.
“a obra pode ser inserida em um contexto relativamente recente no que tange ao trato dos discursos referentes aos povos originários, trazendo para o lugar de foco os seus próprios pontos de vista não só sobre sua vida e comportamento, como também participando de um movimento que os inclui nas esferas acadêmicas como participantes ativos e não objetos de estudo” (FERRARI JÚNIOR, 2022, p. 191-192).